# Rubroboletus dupainii
Rubroboletus dupainii Boud., Bulletin de la Société Mycologique de France 18: 139 (1902).
Il Rubroboletus dupainii è uno fungo dal colore rosso cangiante, molto raro per cui si raccomanda di evitarne assolutamente la raccolta, anche perché trattasi di una specie da considerare non commestibile.

## Descrizione della specie
Cappello
Diametro fino a 11 cm, emisferico-convesso, di un colore rosso carminio, che al tocco vira verso il blu, con la superficie brillante come se la cuticola avesse subìto una laccatura.
Pori
Rosso arancio, piccoli, da rotondi a leggermente poligonali. Si macchiano di blu al tocco. Con solfato ferroso virano al verde.
Tubuli
Di colore giallo-verde, lunghi, aderenti al gambo o sinuato-uncinati.
Gambo
Ingrossato alla base, con decorazione costituita da puntinatura rosata, raramente presente un reticolo rosso, ma solo sulla parte alta sotto l'inserzione dell'imenio.
Carne
Molle nel cappello e più soda nel gambo, gialla sotto i tubuli, con sfumature rosse sotto la cuticola; per il resto gialla virante al blu alla rottura.
- Odore: debole, impercettibile.
- Sapore: dolce.

Spore
10-15 x 5-8 µm, giallo-verdi in massa, lisce, fusiformi.

## Habitat
Si tratta di una specie abbastanza rara, fruttifica da agosto a ottobre soprattutto in boschi di latifoglia, sotto faggio.

## Commestibilità
Molto mediocre, alla cottura diventa scuro e quindi è poco invitante.

Evitarne la raccolta in quanto trattasi di specie molto rara e quindi da proteggere.

## Etimologia
Dal latino Dupainii = di Victor Augustin Dupain (1890)

## Sinonimi e binomi obsoleti
- Tubiporus dupainii (Boud.) Maire, Publ. Inst. Bot. Barcelona 3 (4): 46 (1937)